# Playfair (Mondkrater)
Playfair ist ein Einschlagkrater auf der Mondvorderseite, östlich des Mare Nubium, nördlich des Kraters Apianus und östlich von La Caille.
Der Kraterrand ist mäßig erodiert, das Innere weitgehend eben.
| Buchstabe | Position          | Durchmesser | Link |
| --------- | ----------------- | ----------- | ---- |
| A         | 22,31° S, 6,83° O | 18 km       |      |
| B         | 23,25° S, 7,55° O | 6 km        |      |
| C         | 24,37° S, 7,88° O | 6 km        |      |
| D         | 24,28° S, 8,66° O | 5 km        |      |
| E         | 21,82° S, 8,84° O | 6 km        |      |
| F         | 21,93° S, 8,04° O | 5 km        |      |
| G         | 24,03° S, 5,91° O | 92 km       |      |
| H         | 23,42° S, 8,45° O | 3 km        |      |
| J         | 24,31° S, 9,22° O | 4 km        |      |
| K         | 23,32° S, 9,74° O | 3 km        |      |

Der Krater wurde 1935 von der IAU offiziell nach dem schottischen Mathematiker und Geologen John Playfair benannt.